# Cimetière de Bonnieux
Le cimetière de Bonnieux est le cimetière communal de la commune de Bonnieux dans le Vaucluse. Il est connu pour abriter la sépulture de l'acteur Maurice Ronet qui possédait une résidence dans la commune.

## Histoire et description
Ce cimetière situé en hauteur offre un immense panorama remarquable sur la campagne environnante du Luberon et au loin vers le mont Ventoux.

## Personnalités inhumées

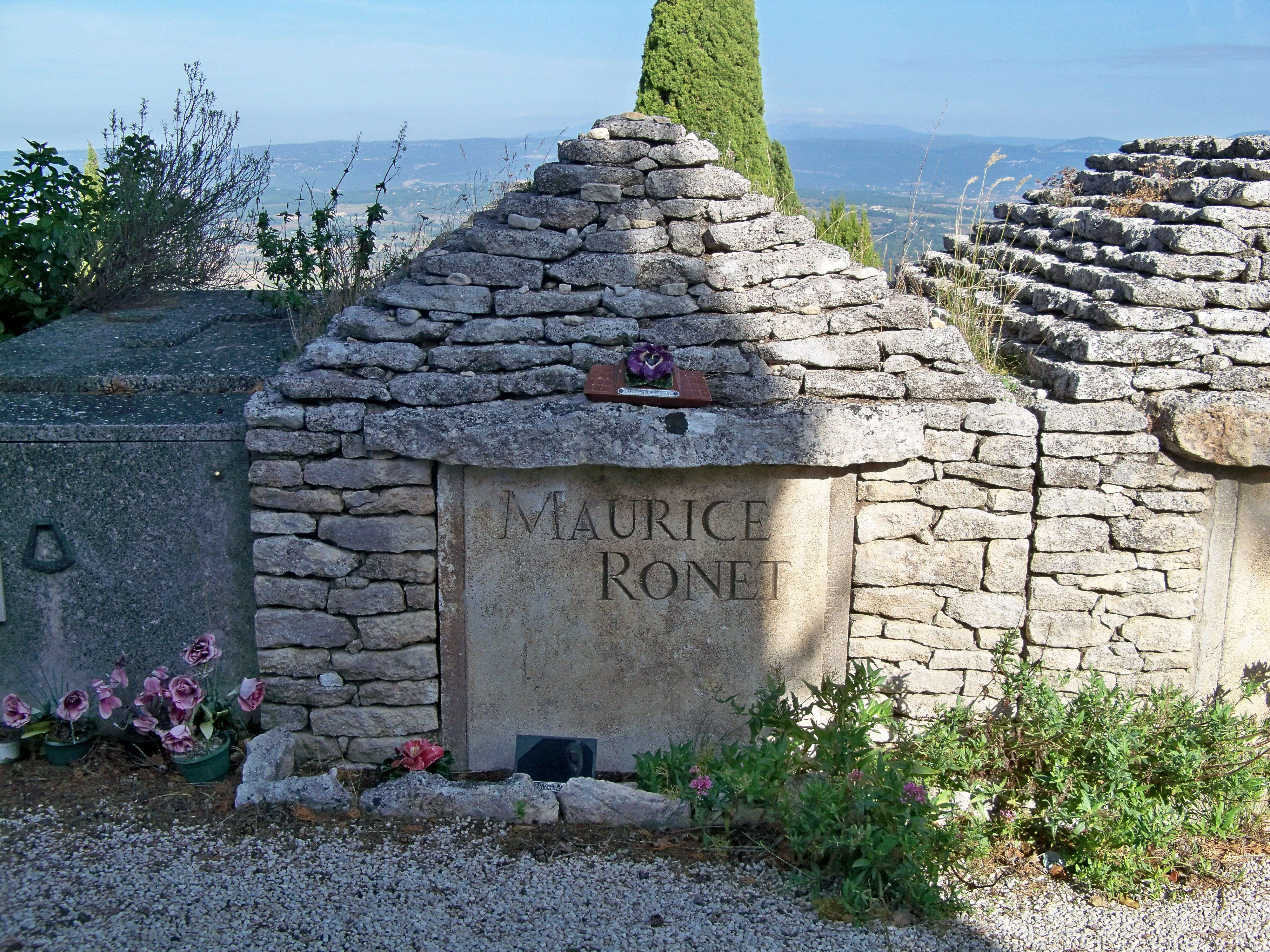
Tombeau de Maurice Ronet.

- Sara Alexander (1942-2009), chanteuse israélienne (urne au columbarium)
- Jean-Paul Clébert (1926-2011), écrivain
- Maurice Ronet (né Maurice Robinet, 1927-1983), acteur
- Jean des Vallières (1895-1970), officier et écrivain
- Hervé des Vallières (1921-2005), dessinateur de presse, fils du précédent
- Pierre des Vallières (1919-1971), dit Michel Aubriant, critique de cinéma, frère du précédent